# Aizpute socken
Aizpute socken (lettiska: Aizputes pagasts) är ett administrativt område i Aizpute kommun, Lettland.